# Норман Лемб
Норман Пітер Лемб (англ. Norman Peter Lamb; нар. 16 вересня 1957, Вотфорд, Англія) — британський політик, ліберальний демократ. Він є членом парламенту від округу Північний Норфолк з 2001 року.

## Життєпис
Він отримав ступінь бакалавра права в Університеті Лестера. Лемб працював адвокатом, спеціалізується у галузі трудового права.
У травні 2010 року він був призначений Парламентським секретарем Заступника Прем'єр-міністра Сполученого Королівства Ніка Клегга.
3 лютого 2012 Лемб обійняв посаду Державного міністра трудових відносин, а 4 вересня того ж року він став Державним міністром догляду та підтримки.
Одружений, має двох синів.